# SP-129
A SP-129 é uma rodovia transversal do estado de São Paulo, administrada pelo Departamento de Estradas de Rodagem do Estado de São Paulo (DER-SP) e pela concessionária SPVias.

## Denominações
Recebe as seguintes denominações em seu trajeto:
Nome:	Vicente Palma, Rodovia
- De - até:	Porto Feliz - Boituva
- Legislação: LEI 3.303 DE 26/05/82

Nome:	Gladys Bernardes Minhoto, Rodovia
- De - até:	Boituva - Itapetininga
- Legislação:	LEI 4.042 DE 24/05/84

## Descrição
Principais pontos de passagem:
SP 127 (Tatuí) 
SP 280 (Boituva) 
SP 300 (Porto Feliz) - Boituva - Tatuí - Itapetininga

## Características

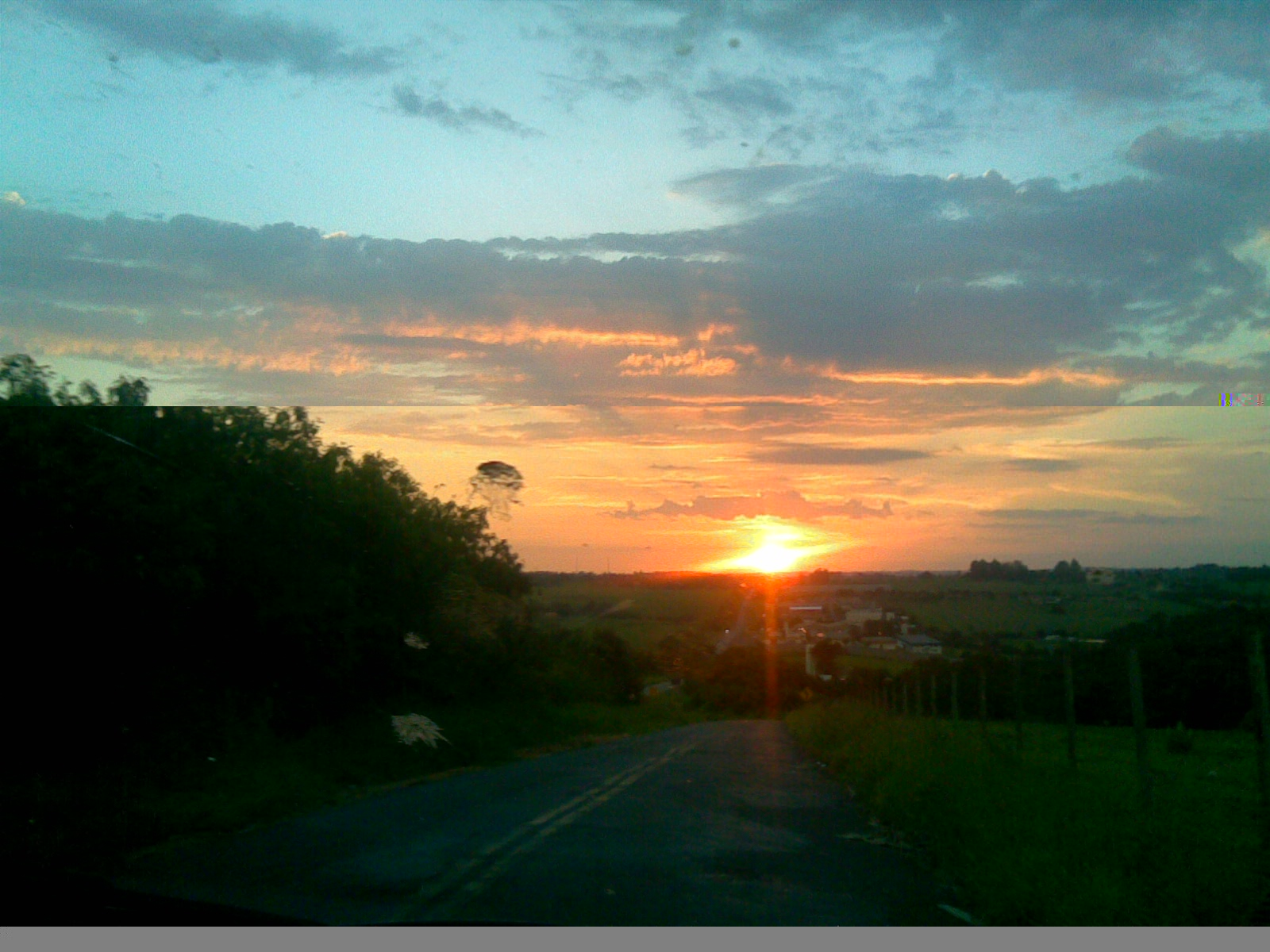
Trecho da SP-129 em Boituva.

### Extensão
- Km Inicial: 0,000
- Km Final: 76,400

### Localidades atendidas
- Porto Feliz
- Boituva
- Tatuí
- Itapetininga